# Alloteropsis angusta
Alloteropsis angusta är en gräsart som beskrevs av Otto Stapf. Alloteropsis angusta ingår i släktet Alloteropsis och familjen gräs. Inga underarter finns listade i Catalogue of Life.